# Fox Sports International
Fox Sports International fue una división internacional de programación y producción deportiva de Disney Branded Television, una subsidiaria de Disney General Entertainment Content, una de las principales unidades de The Walt Disney Company. FSI operaba los canales deportivos a nivel mundial.
FSI cooperó con CanWest, el propietario de Fox Sports World Canada, hasta su venta a Shaw Communications en 2010. En 2002, FSI se asoció con la ya desaparecida HM Capital Partners para formar Fox Pan American Sports LLC, uno de los deportes en español más grandes del mundo. Empresas de programación que abarcan toda América.
Fox Sports International compartía su nombre con la división de deportes de Fox Broadcasting Company y sus redes deportivas regionales de EE. UU., que no fueron afiliadas debido a la adquisición y fusión de 21st Century Fox, su matriz, por parte de Disney.

## Lista de canales

### Canales Antiguos
- Fox Sports World Canada (Canada; empresa conjunta con CanWest)
- Fox Sports MENA
- Fox Sports Israel
- Fox Sports Italia
- Fox Sports Africa
- Fox Sports Asia
- JTBC3 Fox Sports (Corea del sur; empresa conjunta con JTBC)
- Fox Sports and Entertainment (Japón)
- Fox Sports Turquía[3]
- Fox Sports Países Bajos
  - Fox Sports Eredivisie (51% de acciones)
  - FSI Netherlands (51% de acciones)
- Fox Sports Latinoamérica
- Fox Sports 2 Latinoamérica (En Chile formó parte del paquete Fox Sports Premium)
- Fox Sports 3 Latinoamérica (En Chile formó parte del paquete Fox Sports Premium)
  - Fox Sports Chile
  - Fox Sports 1 Chile (Formó parte del paquete Fox Sports Premium)
  - Fox Sports Colombia
  - Fox Sports Uruguay
  - Fox Sports Perú
- Fox Sports Brasil
- Fox Sports 2 Brasil
- Fox Sports México
- Fox Sports Argentina
  - Fox Sports Premium